# Lusanda fissiceps
Lusanda fissiceps är en insektsart som beskrevs av Stsl 1859. Lusanda fissiceps ingår i släktet Lusanda och familjen sköldstritar. Inga underarter finns listade i Catalogue of Life.